# Пантиљате (Лоди)
Пантиљате је насеље у Италији у округу Лоди, региону Ломбардија.
Према процени из 2011. у насељу је живело 142 становника. Насеље се налази на надморској висини од 61 м.